# دولیانووا
دولیانووا (به ایتالیایی: Dolianova) یک کومونه در ایتالیا است که در استان کالیاری واقع شده‌است.

## خصوصیات
دولیانووا ۸۴٫۶۰ کیلومترمربع مساحت و ۸٬۲۲۳ نفر جمعیت دارد و ۲۱۲ متر بالاتر از سطح دریا واقع شده‌است.